# Frota F do Metrô de São Paulo
A Frota F do Metrô de São Paulo é uma série de TUEs, modelo Metropolis, fabricados conjuntamente pelas empresas Alstom, CAF e Siemens entre os anos de 2001 a 2002, adquiridos pela Companhia Paulista de Trens Metropolitanos para compor a frota nova de veículos que prestariam serviços na Linha 5 - Lilás, que atenderia a Zona Sul paulistana.

## História

### Projeto e licitação
Durante o projeto de implantação da primeira fase da Linha 5 entre Capão Redondo e Largo Treze, a CPTM lançou o processo de licitação internacional nº 83578/1999 em 16 de junho de 1999, visando a aquisição de oito trens/quarenta e oito carros com orçamento máximo previsto de US$ 289.219.426,00. O processo de licitação foi dividido em duas fases: a pré-qualificação de empresas interessadas em participar da licitação e a apresentação de propostas de fornecimento. Segundo dados da CPTM, sessenta e oito empresas retiraram o edital de licitação. Na primeira etapa, se apresentaram para a pré-qualificação as seguintes empresas/consórcios:
| Consórcios e empresas que se apresentaram na pré-qualificação | Consórcios e empresas que se apresentaram na pré-qualificação | Consórcios e empresas que se apresentaram na pré-qualificação                                            |
| Consórcio                                                     | Fabricante                                                    | Avaliação da comissão de licitação da CPTM                                                               |
| ------------------------------------------------------------- | ------------------------------------------------------------- | --- |
| Consórcio Metrô Cinco                                         | T'Trans S/A PEM Engenharia S/A Ansaldo Transporti S.p.a       | Habilitado                                                                                               |
| Consórcio SICAF                                               | Siemens Construcciones y Auxiliar de Ferrocarriles            | Inabilitado por problemas de financiamento                                                               |
| Consórcio MKB                                                 | Mitsubishi Kawasaki Bechtel                                   | Inabilitado por problemas de financiamento                                                               |
| -                                                             | Adtranz                                                       | Inabilitado por problemas de financiamento                                                               |
| -                                                             | Alstom                                                        | Habilitado                                                                                               |
| -                                                             | Bombardier                                                    | Inabilitado por problemas de financiamento e falta de experiência comprovada em fornecimentos similares. |
| -                                                             | Mitsui                                                        | Inabilitado por falta de experiência comprovada em fornecimentos similares.                              |

Após uma série de recursos jurídicos das empresas inabilitadas (e a desistência das empresas Bombardier, Mitsui e do Consórcio MKB), a comissão de licitação da CPTM reavaliou as propostas e habilitou as empresas/consórcios:
| Consórcios e empresas habilitados (após recursos) | Consórcios e empresas habilitados (após recursos)       | Consórcios e empresas habilitados (após recursos) |
| Consórcio                                         | Fabricante                                              | Avaliação da comissão de licitação da CPTM        |
| ------------------------------------------------- | ------------------------------------------------------- | ------------------------------------------------- |
| Consórcio Metrô Cinco                             | T'Trans S/A PEM Engenharia S/A Ansaldo Transporti S.p.a | Habilitado                                        |
| Consórcio SICAF                                   | Siemens Construcciones y Auxiliar de Ferrocarriles      | Habilitado (após recurso)                         |
| -                                                 | Adtranz                                                 | Habilitado (após recurso)                         |
| -                                                 | Alstom                                                  | Habilitado                                        |

Após a habilitação das empresas, a CPTM marcou a apresentação das propostas (técnica+financeira) para o dia 12 de junho de 2000. Em 18 de maio a ADTranz comunicou sua desistência do processo de licitação. No dia seguinte, o Consórcio SICAF (Siemens e Construcciones y Auxiliar de Ferrocarriles) e as empresas Alstom e Adtranz solicitaram para a CPTM autorização para formar um novo consórcio entre as empresas. O novo consórcio foi chamado de "Sistrem". Por regra do edital, a CPTM deveria notificar o consórcio restante (Metro Cinco) e aguardar a resposta do mesmo sobre a criação do novo consórcio. No entanto, a CPTM apenas notificou o consórcio Metro Cinco e autorizou a formação e participação do Sistrem na licitação. Em 12 de junho de 2000 foram apresentadas as propostas:
| Propostas             | Propostas                                                             | Propostas          | Propostas                 | Propostas                    | Propostas               |
| Consórcio             | Empresas                                                              | Valor              | Nota de avaliação técnica | Nota de avaliação financeira | Nota final (NT + NAF/2) |
| --------------------- | --------------------------------------------------------------------- | ------------------ | ------------------------- | ---------------------------- | ----------------------- |
| Consórcio Metrô Cinco | *T'Trans S/A *PEM Engenharia S/A *Ansaldo Transporti S.p.a            | US$ 298.056.198,48 | 78,85                     | 96,90                        | 89,68                   |
| Consórcio Sistrem     | *Alstom *Adtranz *Construcciones y Auxiliar de Ferrocarriles *Siemens | US$ 288.817.154,59 | 94,9                      | 100                          | 97,96                   |

A CPTM declarou a proposta do consórcio Sistrem vencedora. Mais tarde esse processo de licitação foi a base para a investigação do Escândalo das licitações no transporte público em São Paulo. O primeiro trem foi entregue pela Alstom para a CPTM em 14 de fevereiro de 2002.

### Operação
A primeira fase da linha 5-Lilás do Metrô, construída pela CPTM (e projetada pela Ferrovia Paulista S/A como Ramal do Campo Limpo), foi inaugurada em outubro de 2002, ligando o distrito de Santo Amaro ao do Campo Limpo. 
Como foi construída pela companhia de trens, a alimentação elétrica da linha foi feita em catenária, contra o terceiro-trilho presente nas demais linhas de metrô. Além disso, para "possibilitar à CPTM ingressar na economia de escala mundial e renovar o material rodante de modo mais dinâmico e rápido", a bitola adotada foi a internacional, de 1.435 mm, outra novidade, uma vez que as linhas 1, 2 e 3, mais antigas, possuem bitola larga, de 1.600 mm. Com todos esses diferenciais mais alguns outros, que serão discutidos na próxima seção, a CPTM encomendou os 8 trens da Série 5700, posteriormente renomeada pelo Metrô para Frota F.
No ano de 2017, com a entrada em operação do sistema de sinalização CBTC e da Frota P, foram retirados de circulação para modernização tecnológica, devido à sua inferioridade em quantidade e qualidade (a qual vinha se degradando com a crescente exigência feita sobre a pequena frota). Essa troca de frotas foi necessária devido à impossibilidade de operar mais de um sistema de sinalização ao mesmo tempo, cabendo ao Metrô a escolha entre manter os 8 trens da velha frota (que operava somente com o ATC) e deixar os 26 novos trens já entregues parados no pátio ou retirar os antigos e modernizá-los, enquanto a série nova suportava a crescente demanda da linha.
No ano de 2018, com a concessão da linha, foram gradativamente repassados à ViaMobilidade e, em 2019, começaram a ter sua pintura modificada para condizer com a nova operadora. No ano de 2020, segundo fala do Secretário dos Transportes Metropolitanos, Alexandre Baldy, 50% da frota já havia sido entregue à concessionária, com os trens realizando testes noturnos do CBTC na linha. Em 12 de dezembro de 2020, a Frota F finalmente retorna à operação, 3 anos depois de ter sido paralisada para sua modernização. Porém, segundo reportagem de 22 de novembro de 2022, somente metade da frota prestou serviços a partir de seu retorno operacional, devido a possuírem "algumas especificidades técnicas em relação ao desempenho que ainda estão em processo de evolução pelo fornecedor do sistema de sinalização", conforme a concessionária.

## Características gerais

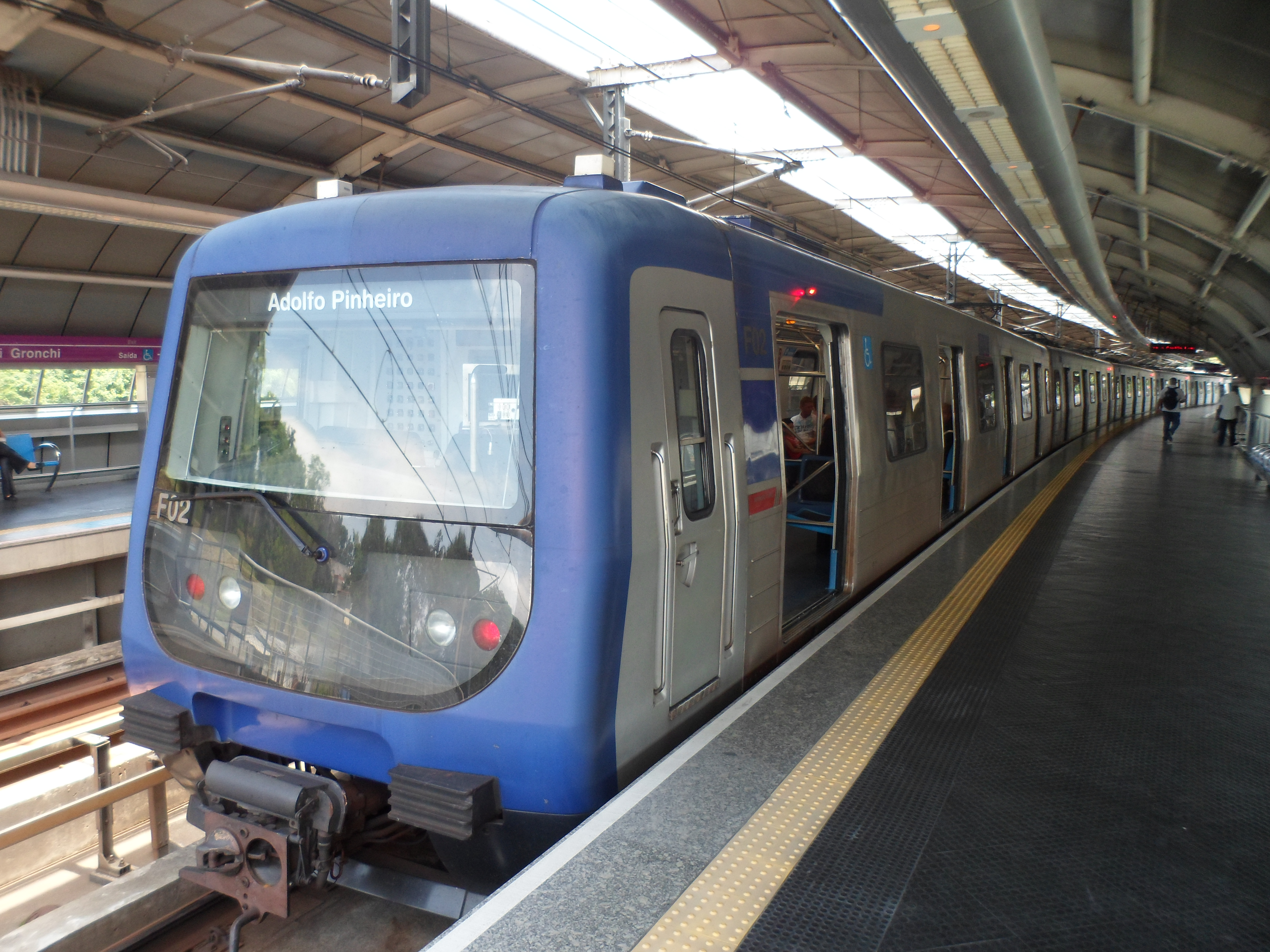
Visual externo de um trem da Frota F. Nota-se o arredondamento de sua estrutura.

A primeira frota de trens da linha 5-lilás, adquirida no início dos anos 2000 e que circula em vias com catenária (contra o terceiro trilho, tecnologia utilizada em todas as outras linhas do Metrô até esse momento), apresenta grandes inovações tecnológicas se comparada com as frotas das demais linhas de metrô existentes até então.

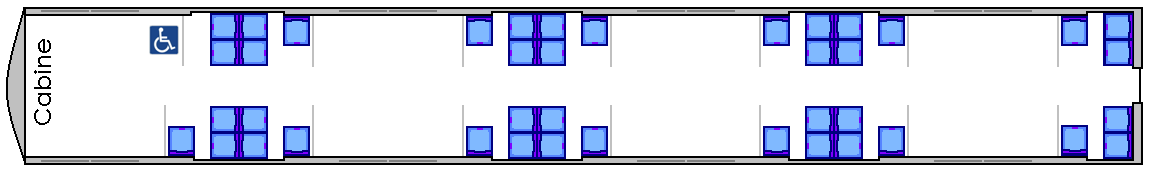
Layout interno de um carro com cabine

Seus motores são em corrente alternada e o controle de tensão e frequência é feito por inversores de potência, que utilizam microprocessadores e componentes semicondutores denominados IGBT. Essa tecnologia proporciona considerável economia de energia em relação aos motores anteriores, em corrente contínua e usando o sistema Chopper. Para se ter uma ideia, um trem com o sistema IGBT e em corrente alternada com ar-condicionado consome menos energia que trens com o Chopper e em corrente contínua, com ventilação convencional.
As melhorias que essa frota introduziu foram: adição de ar-condicionado no salão de passageiros e cabine de comando, mapa da linha localizado acima das portas com indicação luminosa de próxima estação e de estações já percorridas (que foi coberto com um adesivo após a inauguração da estação Adolfo Pinheiro), portas mais largas para facilitar o embarque e desembarque e painéis de mensagem variável em LED para informar mensagens institucionais e de próxima estação aos passageiros com deficiência auditiva.

## Mudanças que acompanharam a modernização

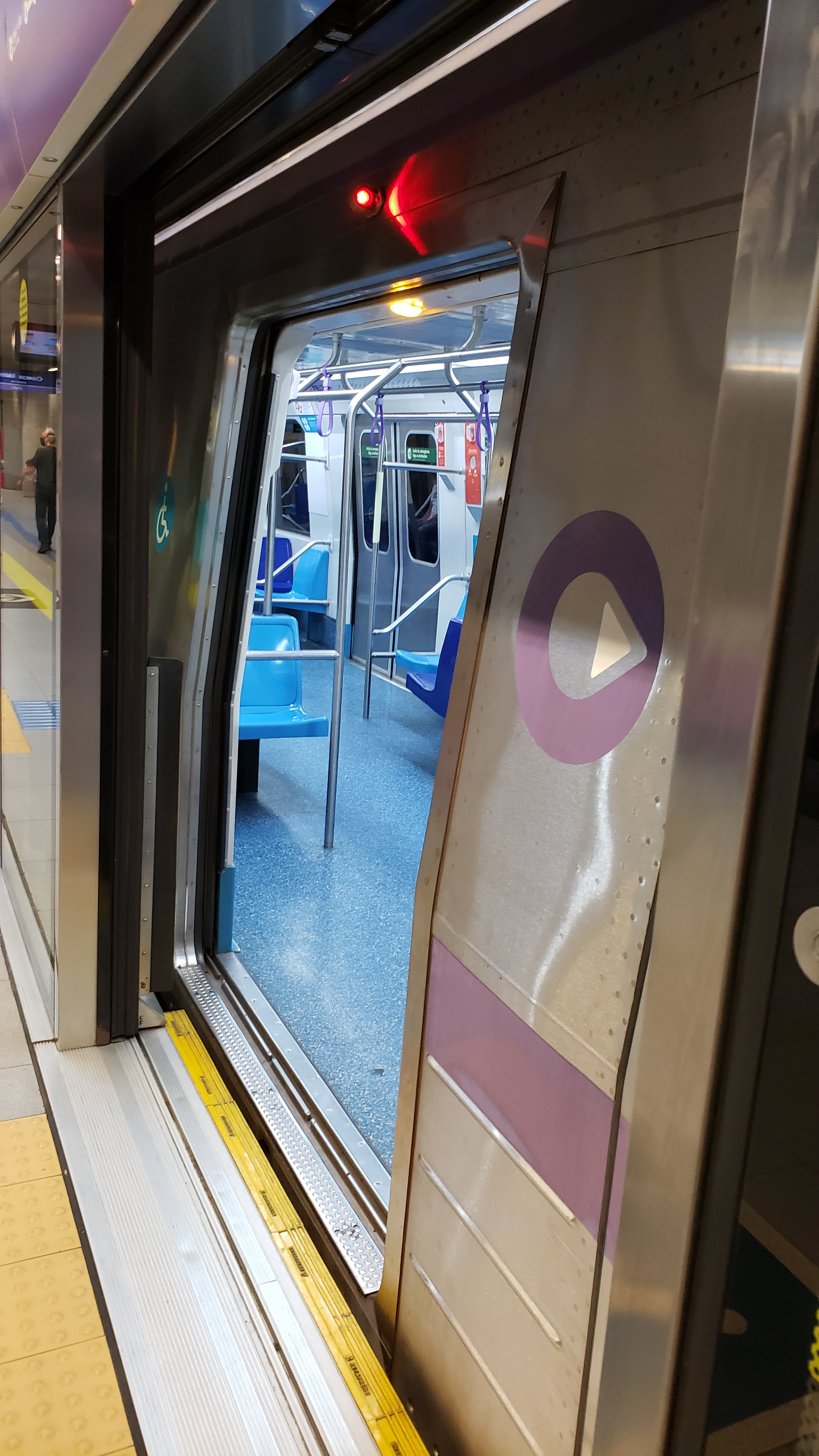
Visual externo de um trem da Frota F com a nova pintura da ViaMobilidade. Nota-se sua nova pintura, assim como os novos pega-mãos lilases, ao fundo e sobre outra porta o novo mapa da linha e à frente os bancos com seu estofado removido e substituído por plástico rígido.

Após passar pelo processo de instalação do CBTC, a frota sofreu algumas mudanças internas e externas, como a troca de seus bancos, antes cobertos por um tecido (conforme a maioria das composições da frota do Trem Metropolitano de São Paulo), pelos de plástico, comuns nas demais frotas metroviárias paulistas, além da mudança em sua cor e troca de identificação no corpo dos trens, que, apesar de continuarem se chamando "Frota F", tiveram essa letra substituída pelo número 5, o mesmo da linha. O sistema de iluminação interno também foi modificado, passando a contar com lâmpadas de LED, além dos sistemas de ar-condicionado terem recebido revisões gerais.
Por fim, os avisos sonoros automáticos das composições foram removidos, os operadores sendo forçados a anunciar cada estação e ler os avisos institucionais manualmente. 
Em Maio de 2023, o gerente de manutenção da ViaMobilidade confirmou que está trabalhando no processo de reinserção da frota à operação a partir da revisão geral e da posterior troca de sistemas - dentre eles de tração, pneumático e de redes. A frota passa atualmente pelo processo de revisão geral do sistema de portas, que deve incluir a substituição de válvulas, mangueiras e outros componentes, crucial para a retomada da operação. Os próximos passos serão a revisão do sistema pneumático, essencial para o acionamento das portas e freios e o sistema de redes, que reintroduzirá os avisos sonoros automáticos, eliminando a necessidade do operador de anunciá-los.

## Expansão da linha
A frota F é o menor conjunto de trens de todo o sistema metroviário, contando com somente oito composições. Até 2017, com a entrada da Frota P em operação, foram os únicos trens circulantes no ramal.
O governo de São Paulo concluiu e entregou, em 2018, a extensão da linha até a estação Chácara Klabin, com conexão à Linha 2-Verde no entanto, a expansão, além de incentivar o fluxo de pessoas entre as estações do trecho inicial (Capão Redondo - Largo Treze), que já sofria, em certas ocasiões, de superlotação, previu-se que a integração elevaria ainda mais a quantidade de passageiros transportados, tornando os oito trens insuficientes para suprir a crescente demanda operacional. Em função disso, o Governo do Estado adquiriu uma nova leva de trens de última geração e com especificações compatíveis com a linha, conhecida como Frota P, em 2011. A empresa ganhadora da licitação para a construção desses novos veículos foi a espanhola CAF, Construcciones y Auxiliar de Ferrocarriles, que realizou a entrega dos novos trens a partir de 2013, cerca de quatro anos antes da conclusão das primeiras estações do trecho novo da linha (Alto da Boa Vista - Brooklin). Em 2018, com o repasse da linha para a iniciativa privada, ambas as frotas tiveram sua identificação visual refeita, passando para o padrão da nova empresa.
Com o início da operação da nova frota, os oito trens foram retirados de circulação para modernização do sistema de sinalização embarcado, retornando à operação somente em dezembro de 2020.

## Acidentes e incidentes
- 17 de outubro de 2016 - Trem F01 descarrila entre as estações Campo Limpo e Capão Redondo.[37]
- 21 de fevereiro de 2017 - Trem F06 descarrila entre as estações Largo Treze e Adolfo Pinheiro. [38]